# ماتياس ماسييرو
ماتياس ماسييرو (بالإسبانية: Matías Masiero)‏ هو لاعب كرة قدم أوروغواياني في مركز الوسط، ولد في 15 يناير 1988 في مونتيفيديو في الأوروغواي. لعب مع التانك سيلي وبيلا فيستا وجيجيانغ غرينتاون وسنترال إسبانيول ونادي بيزا ونادي جنوى ويونيون إسبانيولا ويونيون لا كاليرا.

## وصلات خارجية
- ماتياس ماسييرو على موقع قاعدة بيانات كرة القدم.إي يو (الإنجليزية)
- ماتياس ماسييرو على موقع Soccerway.com (الإنجليزية)
- ماتياس ماسييرو على موقع عالم كرة القدم.نت (الإنجليزية)